# Amadio Freddi
Amadio Freddi (né à Padoue vers 1570 ; mort le 7 septembre 1643 dans cette même ville) est un compositeur et maître de chapelle italien. 

## Biographie
Amadio (ou Amadeo) Freddi est chantre à la basilique Saint-Antoine de Padoue de 1592 à 1614, alors qu'il est déjà ordonné prêtre et compositeur ; il y est choriste à partir de janvier 1592. En 1606, il postule pour le poste de maître de chapelle à la Veneranda Arca di Sant'Antonio (it), mais n'est pas accepté, car cette église est sous le régime de l'ordre des Franciscains, auquel Freddi n'appartient pas. Finalement il devient maestro di cappella de la cathédrale de Trévise de 1615 à 1626, où la plupart de ses œuvres profanes sont composées et son chœur est connu également pour avoir chanté dans des établissements autres que la cathédrale. Ensuite il est maître de chapelle de 1627 à 1634 à la cathédrale de Vicence avant de devenir maître de chapelle à Saint-Antoine de Padoue. 
La plupart de sa musique sacrée date de ses dernières années, elle est tenue en général dans le style concertato moderne de l'époque. Dans ses motets solo de 1623, Freddi a adopté la manière expressive de la plupart des compositeurs vénitiens.

## Œuvres (sélection)
- Madrigali a più voci libro I (Venise, 1601)
- Primo libro de madrigali à sei voci (Venise, 1605)
- Secondo libro de madrigali a cinque voci
- Quarto libro de madrigal a cinque voci 1614
- Messa, Vespro et Compieta  1616
- Motecta unica voce decantando, (Venise, 1623)
- Psalmi integri, 4 voci, bc per organo, op.8 (Venise, 1626)
- Antiphonae in Annuntiatione Beatae Mariae Virginis, 1642 (posthumous)